# Evangelický kostel (Mělník)
Kostel Českobratrské církve evangelické či jen Evangelický kostel v Mělníku je novorenesanční stavba s prvky klasicismu. Nachází se uprostřed parčíku trojúhelníkového tvaru tvořeného ostrým úhlem křižovatky ulic Pražské a Krombholcovy. Kostel je zapsán na seznamu nemovitých kulturních památek.
Kostel je sídlem farního sboru Českobratrské církve evangelické v Mělníku.

## Dějiny
Mělnický evangelický kostel byl postaven na místě někdejší vinice Damiánka na Pražském předměstí Mělníka. Stavbu financovanou z odkazu Rosalie Titěrové navrhl architekt F. Červenka.

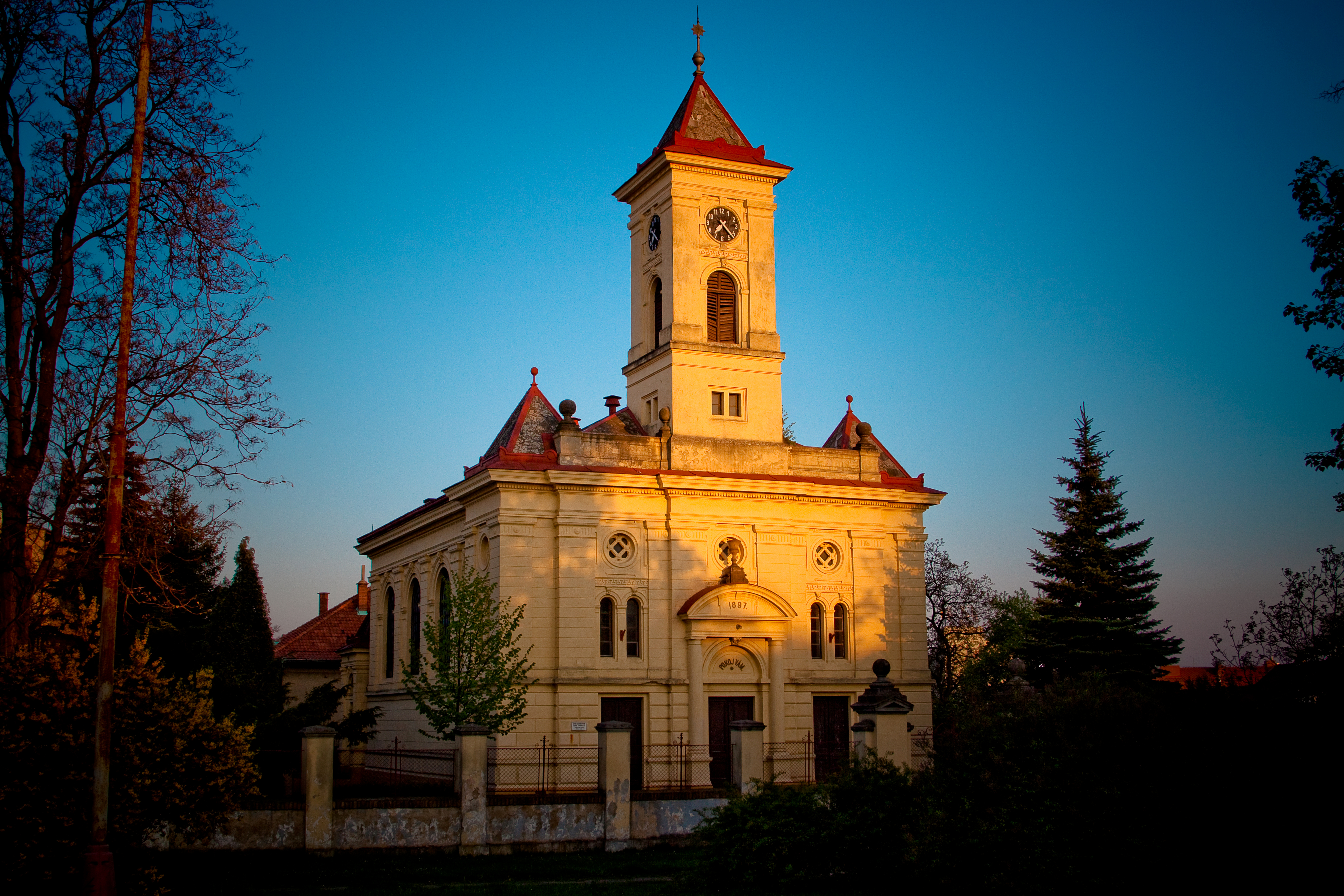
Evangelický kostel v Mělníku

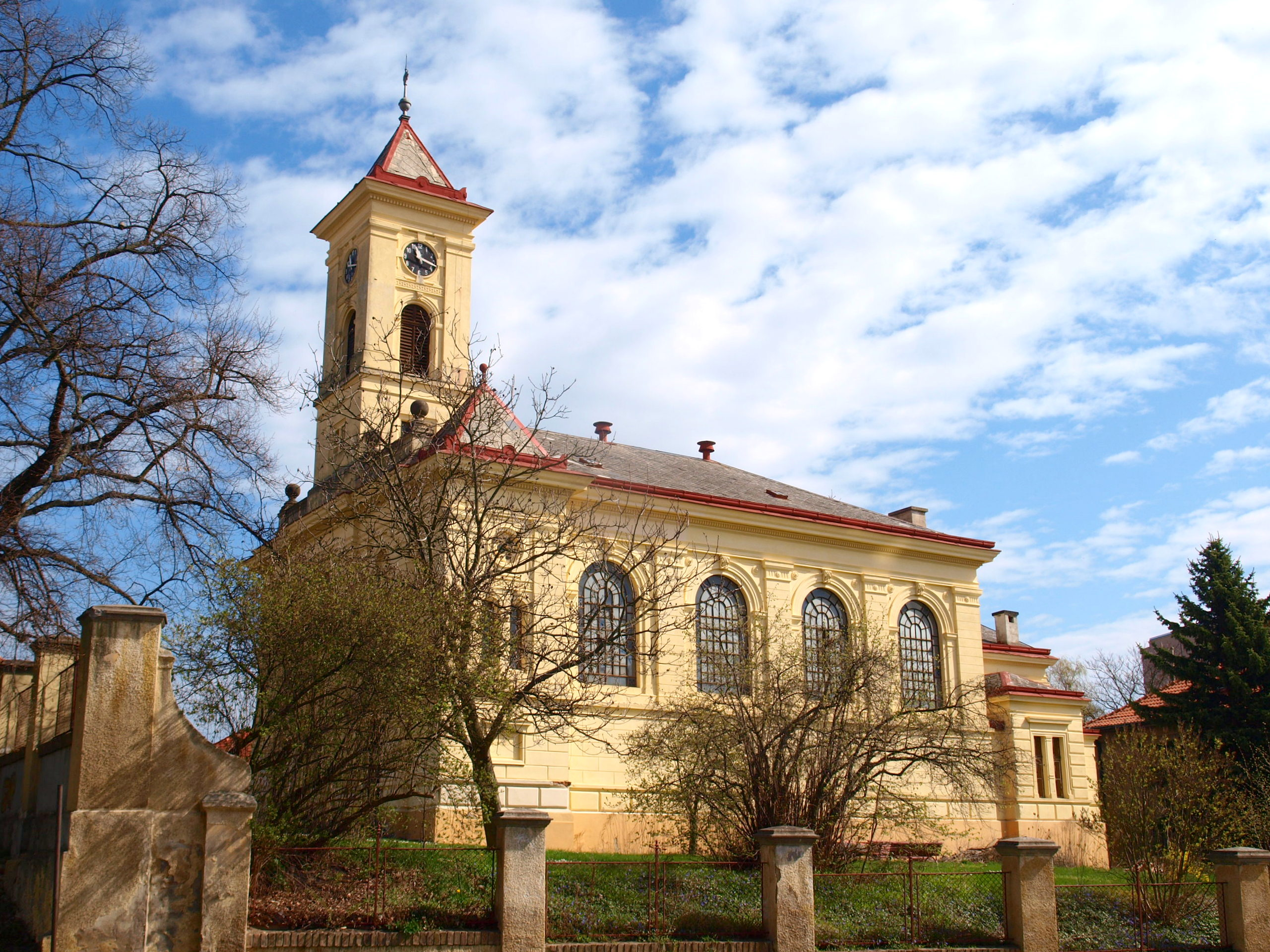

Je to jednolodní stavba z konce 19. století, vystavěná v novorenesančním slohu s prvky klasicismu. Půdorys kostela je téměř čtvercový, štíhlá hranolová zvonice s jehlancovou střechou je vkomponovaná do hlavního průčelí kostela. Za kostelem se nachází fara.
Vnějšek i vnitřek stavby, podobně jako vnitřní zařízení, jsou stylově jednotné, dochované z doby vzniku na konci 19. století. Strop kostela je plochý, se štukovými rámy, na stěnách i stropě jsou zrcadla. Nad hlavním vstupem zakrývá varhanní kruchta celou šířku lodi.
Prvním farářem mělnického sboru českých bratří založeného v roce 1901 byl biblista prof. František Žilka.